# Шипулинский, Павел Дмитриевич
Павел Дмитриевич Шипулинский (1808—1872) — русский врач-практик. Заслуженный профессор Императорской медико-хирургической академии.

## Биография
Родился в 1808 году.
После окончания в 1831 году медико-хирургической академии состоял исправляющим должность адъюнкт-профессора при той же академии и младшим ординатором Санкт-Петербургского клинического военно-сухопутного госпиталя.
В 1835 году за диссертацию «De diffusa textus cellulosi inflammatione ejusque semiologicum nosologicum ab erysipelate exanthematica discrimen» (СПб., 1835) был удостоен степени доктора медицины и назначен адъюнкт-профессором при терапевтической клинике. В 1837—1840 гг. находился в заграничной командировке. В 1841 году была напечатана его статья «Опыты над разложением мочевых камней с помощью электрогальванизма» («Друг здравия», 1841).
С 1848 года П. Д. Шипулинский — ординарный профессор академической терапевтической клиники. В клиническое преподавание он внёс современные способы исследования больных, стремился расширить употреблявшиеся лечебные приемы; много содействовал внедрению правильных представлений о водолечении. С 15 апреля 1856 года — действительный статский советник. В 1861 году Шипулинский подал в отставку.
Был награждён орденом Св. Анны 2-й степени с императорской короной и орденом Св. Владимира 3-й степени.
В работе «О современном состоянии технического способа исследования болезней груди с помощью выслушивания» с описанием его собственного стетоскопа («Военно-медицинский журнал» и отд. изд: СПб., 1846) Шипулинский отмечал: 

Едва ли найдется в практике случай, где бы несколько выслушивающих слышали одно и то же; многие явления, как крепитация, бронхофония, шум диавола до сих пор относятся к неопределенным признакам. Большая часть признаков болезней сердца принадлежит по всей справедливости к весьма шатким. Сказать короче, значение самой большой части известных нам доселе стетоскопических признаков в болезнях сердца представляет сущий хаос, в котором одно очень похоже на другое, и где истина и ложь как нельзя чаще имеют равносильный авторитет.
Причиной «стетоскопического хаоса» П. Д. Шипулинский считал несовершенство стетоскопов и предложил свою конструкцию. В его инструменте к верхнему концу стетоскопа прикреплялся резервуар сферической, овально-выпуклой формы из слоновой кости, который выполнял функцию резонатора. «В середине „тела“ стетоскопа двигалась серебряная трубка, при помощи которой стетоскоп можно было укорачивать и удлинять. Фактически П. Д. Шипулинский предложил прообраз фонендоскопа! П. Д. Шипулинский искренне считал, что его модель самая лучшая, и с гордостью демонстрировал её другим клиницистам, в том числе и Й. Шкоде. Последний отметил, что новая модель усиливает звуки, но они при этом теряют свой естественный характер, то есть основное требование к стетоскопу — доносить звуки до уха врача неизменёнными — соблюдено не было!»
В 1860 году была напечатана работа Шипулинского «Описание камертона, изобретённого Шипулинским вместо плессиметра и молотка, или камертонация вместо плессиметрии». Шипулинский считал, что при перкуссии пациент может ощущать боль, а при воспалении лёгких, аневризмах и кровохарканьи перкутировать нельзя, так что его инструмент в этих случаях предпочтительнее. Осмотрев Добролюбова, он высказал самый мрачный прогноз: «…больному не встать с постели…».
Умер в Париже 2 (14) июля 1872 года. Был похоронен в Санкт-Петербурге на Новодевичьем кладбище (могила не сохранилась).

## Семья
Женился 8 ноября 1842 года на дочери действительного статского советника И. В. Буяльского, Александре Ильиничне (17.07.1815 — 29.05.1865). Сын — инженер путей сообщения Илья Павлович Шипулинский (1843—1875), член правлений Ярославского и Московского округов путей сообщения, с 1867 года — заведующий дистанцией на Николаевской железной дороге; работал также в инспекции Рижско-Вяземской железной дороги.